# Znan obraz ima svoj glas (3. sezona)
3. sezona Znan obraz ima svoj glas je potekala spomladi 2016 ob nedeljah. Prva oddaja je bila na sporedu 6. marca, finalna dvanajsta oddaja pa 29. maja. Voditelj je bil zopet Denis Avdić in tudi žiranti so ostali isti kot v 2. sezoni: Gojmir Lešnjak - Gojc, Tanja Ribič in Irena Yebuah Tiran (v vsaki oddaji pa se jim je pridružil še gostujoči žirant). Tekmovalcem so pri preobrazbah pomagali učiteljica petja Darja Švajger, koreograf Miha Krušič in učitelj igre Gašper Tič.
Zmagovalec 3. sezone je postal Tilen Artač.

## Opis
V oddaji se osem slavnih Slovencev preobrazi v različne slovenske in tuje izvajalce. V vsaki oddaji zmaga tisti, ki zbere največ točk. Vsak teden tik pred oddajo eden od tekmovalcev dobi skrito misijo. Njegova identiteta se razkrije šele ob koncu oddaje. Oddaja ima namreč tudi humanitarno noto: če tekmovalec z misijo zmaga, POP TV v sklad Mladi upi prispeva 3000 €, če doseže drugo ali tretje mesto, prispeva 1000 €, uvrstitev med 4. in 8. mestom pa prinese 500 €, zavod Vse bo v redu Zavarovalnice Triglav pa znesek podvoji. Štirje najboljši tekmovalci, ki so v 11 oddajah dosegli največ točk, se pomerijo v finalni oddaji.

### Mladi upi
Za sklad Mladi upi so zbrali 47.000 €, ki sta jih POP TV in Zavod Vse bo v redu zaokrožila na 50.000. Po izboru strokovne žirije so finančna sredstva prejeli:
- Jerneja Jenšterle, taekwon-do
- Kaja Verdnik, deskanje na snegu
- Nino Celec, atletika
- Neža Klančar, plavanje
- Aja Jerman Bukavec, ritmična gimnastika
- Dorotea Senica, flavta
- Žan Milošič Dundek, klavir
- Jani Leban, tolkala
- Nikola Pajanovič, violina
- Luka Govedič, naravoslovne znanosti
- Aleksej Jurca, lingvistika in astronomija

Zmagovalka spletnega glasovanja in tako prejemnica dela sredstev po izboru občinstva pa je bila judoistka Kaja Kajzer.

### Točkovanje
O zmagovalcu posamezne epizode odloča glasovanje žirantov in tekmovalcev (50 %) ter gledalcev (50 %). Žiranti najprej podelijo "evrovizijske" točke (12, 10, 9–4), tem se prištejejo glasovi tekmovalcev (vsak izmed njih da 5 točk tistemu sotekmovalcu, ki je bil po njegovem mnenju najboljši) in seštevek se pretvori v evrovizijske točke. Drugo polovico pa predstavljajo telefonski glasovi gledalcev, ki se prav tako pretvorijo v točke 12–4 (brez 11). Končni skupni seštevek da zmagovalca. V primeru izenačenja ima večjo težo televoting.

### Jokerji
Novost 3. sezone je joker: vsak tekmovalec lahko enkrat povabi znanega prijatelja, da imitacijo izvede namesto njega. Jokerja so se poslužili tudi voditelj Denis Avdić, ko je dobil nalogo imitirati Peggy Lee, in žiranti, ko so dobili nalogo, da mora eden izmed njih imitirati Darjo Švajger.
| Oddaja | Tekmovalec     | Joker           | Preobrazba (pesem)                   |
| ------ | -------------- | --------------- | ------------------------------------ |
| 3.     | Mišo Kontrec   | Anika Horvat    | Amy Winehouse ("Rehab")              |
| 4.     | Tilen Artač    | Nuša Derenda    | Adele ("Hello")                      |
| 5.     | Nejc Lombardo  | Omar Naber      | Freddie Mercury ("Show Must Go On")  |
| 6.     | Ines Erbus     | Tim Kores       | Bee Gees ("Stayin' Alive")           |
| 7.     | Ani Frece      | Irena Vrčkovnik | Kiss ("I Was Made for Lovin' You")   |
| 8.     | Samuel Lucas   | Matjaž Jelen    | Frank Sinatra ("New York, New York") |
| 9.     | Jana Šušteršič | Domen Valič     | Mick Jagger ("Start Me Up")          |
| 10.    | Renata Mohorič | Alya            | Katy Perry ("Hot N Cold")            |
| 11.    | Denis Avdić    | Sašo Đukić      | Peggy Lee ("Fever")                  |
| 12.    | Žiranti        | Darja Švajger   | Darja Švajger ("Prisluhni mi")       |

## Točke skozi celotno sezono
| Tekmovalec     | 6. 3. | 13. 3. | 20. 3. | 27. 3. | 3. 4. | 10. 4. | 17. 4. | 24. 4. | 8. 5. | 15. 5. | 22. 5. | Σ   |
| -------------- | ----- | ------ | ------ | ------ | ----- | ------ | ------ | ------ | ----- | ------ | ------ | --- |
| Ines Erbus     | 11    | 10     | 17     | 17     | 11    | 16     | 21     | 10     | 11    | 13     | 10     | 147 |
| Mišo Kontrec   | 16    | 24     | 18     | 20     | 14    | 14     | 17     | 14     | 17    | 21     | 16     | 191 |
| Renata Mohorič | 12    | 16     | 15     | 10     | 11    | 24     | 14     | 14     | 10    | 9      | 9      | 144 |
| Ani Frece      | 13    | 8      | 16     | 10     | 12    | 13     | 11     | 24     | 22    | 10     | 17     | 156 |
| Jana Šušteršič | 20    | 12     | 24     | 19     | 17    | 20     | 10     | 14     | 13    | 15     | 21     | 185 |
| Nejc Lombardo  | 8     | 20     | 10     | 16     | 20    | 13     | 12     | 17     | 10    | 19     | 11     | 156 |
| Tilen Artač    | 21    | 19     | 12     | 15     | 15    | 15     | 20     | 18     | 24    | 17     | 17     | 193 |
| Samuel Lucas   | 21    | 14     | 10     | 17     | 24    | 8      | 17     | 12     | 17    | 19     | 21     | 180 |

Pomen barv:
     zmagovalec tedna/sezone
     tekmovalec, ki se je uvrstil v finale
Točke tekmovalca, ki je imel v posamezni oddaji skrivno misijo, so v krepkem.

#### Zmagovalne preobrazbe
| #   | Tekmovalec     | Preobrazba         | Pesem                    |
| --- | -------------- | ------------------ | ------------------------ |
| 1.  | Tilen Artač    | Zoran Predin       | "Bolj star, bolj nor"    |
| 2.  | Mišo Kontrec   | Vili Resnik        | "Naj bogovi slišijo"     |
| 3.  | Jana Šušteršič | Jessie J           | "Do It Like a Dude"      |
| 4.  | Mišo Kontrec   | Bijelo dugme       | "Lipe cvatu"             |
| 5.  | Samuel Lucas   | Anastacia          | "Not That Kind"          |
| 6.  | Renata Mohorič | Pink               | "Try"                    |
| 7.  | Ines Erbus     | Maraaya            | "Here for You"           |
| 8.  | Ani Frece      | Sade               | "Smooth Operator"        |
| 9.  | Tilen Artač    | Svetlana Makarovič | "Mačje oči"              |
| 10. | Mišo Kontrec   | Fredy Miler        | "Vedno si sanjala njega" |
| 11. | Samuel Lucas   | Tina Turner        | "The Best"               |
| 12. | Tilen Artač    | Pero Lovšin        | "Bandiera rossa"         |

## Oddaje

#### 1. oddaja
Gostujoči žirant je bil Jan Plestenjak.
| #  | Tekmovalec     | Preobrazba              | Pesem                        | Glasovanje                    | Glasovanje                    | Glasovanje                    | Glasovanje                    | Glasovanje                    | Glasovanje                    | Glasovanje                    | Glasovanje | Σ  | Mesto |
| #  | Tekmovalec     | Preobrazba              | Pesem                        | Žirija in glasovi tekmovalcev | Žirija in glasovi tekmovalcev | Žirija in glasovi tekmovalcev | Žirija in glasovi tekmovalcev | Žirija in glasovi tekmovalcev | Žirija in glasovi tekmovalcev | Žirija in glasovi tekmovalcev | Televoting | Σ  | Mesto |
| #  | Tekmovalec     | Preobrazba              | Pesem                        | Gojc                          | Tanja                         | Irena                         | Gost                          | Tekmovalci                    | Σ                             | Točke                         | Televoting | Σ  | Mesto |
| -- | -------------- | ----------------------- | ---------------------------- | ----------------------------- | ----------------------------- | ----------------------------- | ----------------------------- | ----------------------------- | ----------------------------- | ----------------------------- | ---------- | -- | ----- |
| 1. | Ines Erbus     | Cher                    | "Strong Enough"              | 6                             | 4                             | 6                             | 8                             | 0                             | 24                            | 5                             | 6          | 11 | 7.    |
| 2. | Mišo Kontrec   | Krunoslav Kićo Slabinac | "Zbog jedne divne crne žene" | 5                             | 10                            | 8                             | 9                             | 5                             | 37                            | 8                             | 8          | 16 | 4.    |
| 3. | Renata Mohorič | Steven Tyler            | "Amazing"                    | 7                             | 6                             | 5                             | 6                             | 5                             | 29                            | 7                             | 5          | 12 | 6.    |
| 4. | Ani Frece      | Ceca                    | "Pazi s kime spavaš"         | 4                             | 8                             | 7                             | 4                             | 5                             | 28                            | 6                             | 7          | 13 | 5.    |
| 5. | Jana Šušteršič | Toni Braxton            | "Un-Break My Heart"          | 12                            | 7                             | 12                            | 7                             | 5                             | 43                            | 10                            | 10         | 20 | 3.    |
| 6. | Nejc Lombardo  | Bon Jovi                | "It's My Life"               | 9                             | 5                             | 4                             | 5                             | 0                             | 23                            | 4                             | 4          | 8  | 8.    |
| 7. | Tilen Artač    | Zoran Predin            | "Bolj star, bolj nor"        | 8                             | 9                             | 9                             | 10                            | 5                             | 41                            | 9                             | 12         | 21 | 1.    |
| 8. | Samuel Lucas   | Bruno Mars              | "Uptown Funk"                | 10                            | 12                            | 10                            | 12                            | 15                            | 59                            | 12                            | 9          | 21 | 2.    |

Pomen barv:
     zmagovalec tedna
     tekmovalec, ki je imel skrito misijo
     tekmovalec, ki je zmagal in je imel tudi skrito misijo
Glasovanje tekmovalcev (X je dal svojih 5 točk Y):
- Ines → Ani
- Mišo → Samuel
- Renata → Samuel
- Ani → Mišo

- Jana → Tilen
- Nejc → Samuel
- Tilen → Renata
- Samuel → Jana

#### 2. oddaja
Gostujoči žirant je bil Vili Resnik. Skrivno misijo sta imela tako Mišo kot Tilen.
| #  | Tekmovalec     | Preobrazba        | Pesem                | Glasovanje                    | Glasovanje                    | Glasovanje                    | Glasovanje                    | Glasovanje                    | Glasovanje                    | Glasovanje                    | Glasovanje | Σ  | Mesto |
| #  | Tekmovalec     | Preobrazba        | Pesem                | Žirija in glasovi tekmovalcev | Žirija in glasovi tekmovalcev | Žirija in glasovi tekmovalcev | Žirija in glasovi tekmovalcev | Žirija in glasovi tekmovalcev | Žirija in glasovi tekmovalcev | Žirija in glasovi tekmovalcev | Televoting | Σ  | Mesto |
| #  | Tekmovalec     | Preobrazba        | Pesem                | Gojc                          | Tanja                         | Irena                         | Gost                          | Tekmovalci                    | Σ                             | Točke                         | Televoting | Σ  | Mesto |
| -- | -------------- | ----------------- | -------------------- | ----------------------------- | ----------------------------- | ----------------------------- | ----------------------------- | ----------------------------- | ----------------------------- | ----------------------------- | ---------- | -- | ----- |
| 1. | Jana Šušteršič | Avril Lavigne     | "Complicated"        | 8                             | 6                             | 5                             | 5                             | 5                             | 29                            | 6                             | 6          | 12 | 6.    |
| 2. | Ani Frece      | Lady Gaga         | "Bad Romance"        | 4                             | 4                             | 6                             | 4                             | 5                             | 23                            | 4                             | 4          | 8  | 8.    |
| 3. | Samuel Lucas   | Oliver Dragojević | "Galeb i ja"         | 6                             | 7                             | 9                             | 7                             | 5                             | 34                            | 7                             | 7          | 14 | 5.    |
| 4. | Ines Erbus     | Anja Rupel        | "Zemlja pleše"       | 5                             | 5                             | 4                             | 6                             | 5                             | 25                            | 5                             | 5          | 10 | 7.    |
| 5. | Nejc Lombardo  | Elvis Presley     | "In the Ghetto"      | 9                             | 9                             | 12                            | 9                             | 5                             | 44                            | 10                            | 10         | 20 | 2.    |
| 6. | Mišo Kontrec   | Vili Resnik       | "Naj bogovi slišijo" | 12                            | 12                            | 10                            | 10                            | 5                             | 49                            | 12                            | 12         | 24 | 1.    |
| 7. | Tilen Artač    | Vili Resnik       | "Naj bogovi slišijo" | 10                            | 10                            | 7                             | 12                            | 5                             | 44                            | 10                            | 9          | 19 | 3.    |
| 8. | Renata Mohorič | CeeLo Green       | "Forget You"         | 7                             | 8                             | 8                             | 8                             | 5                             | 36                            | 8                             | 8          | 16 | 4.    |

Pomen barv:
     zmagovalec tedna
     tekmovalec, ki je imel skrito misijo
     tekmovalec, ki je zmagal in je imel tudi skrito misijo
Glasovanje tekmovalcev (X je dal svojih 5 točk Y):
- Jana → Samuel
- Ani → Tilen
- Samuel → Mišo
- Ines → Nejc

- Nejc → Jana
- Mišo → Renata
- Tilen → Ani
- Renata → Ines

#### 3. oddaja
Gostujoči žirant je bil Jonas Žnidaršič. Prvič je bil uporabljen joker: namesto Miša je Amy Winehouse imitirala Anika Horvat.
| #  | Tekmovalec                  | Preobrazba    | Pesem                | Glasovanje                    | Glasovanje                    | Glasovanje                    | Glasovanje                    | Glasovanje                    | Glasovanje                    | Glasovanje                    | Glasovanje | Σ  | Mesto |
| #  | Tekmovalec                  | Preobrazba    | Pesem                | Žirija in glasovi tekmovalcev | Žirija in glasovi tekmovalcev | Žirija in glasovi tekmovalcev | Žirija in glasovi tekmovalcev | Žirija in glasovi tekmovalcev | Žirija in glasovi tekmovalcev | Žirija in glasovi tekmovalcev | Televoting | Σ  | Mesto |
| #  | Tekmovalec                  | Preobrazba    | Pesem                | Gost                          | Irena                         | Gojc                          | Tanja                         | Tekmovalci                    | Σ                             | Točke                         | Televoting | Σ  | Mesto |
| -- | --------------------------- | ------------- | -------------------- | ----------------------------- | ----------------------------- | ----------------------------- | ----------------------------- | ----------------------------- | ----------------------------- | ----------------------------- | ---------- | -- | ----- |
| 1. | Tilen Artač                 | Outkast       | "Hey Ya!"            | 4                             | 4                             | 5                             | 5                             | 5                             | 23                            | 5                             | 7          | 12 | 6.    |
| 2. | Samuel Lucas                | Whitesnake    | "Is This Love"       | 7                             | 5                             | 4                             | 6                             | 0                             | 22                            | 4                             | 6          | 10 | 7.    |
| 3. | Ines Erbus                  | Madonna       | "Frozen"             | 9                             | 9                             | 9                             | 8                             | 10                            | 45                            | 9                             | 8          | 17 | 3.    |
| 4. | Renata Mohorič              | Kurt Cobain   | "Lithium"            | 8                             | 10                            | 6                             | 10                            | 15                            | 49                            | 10                            | 5          | 15 | 5.    |
| 5. | Ani Frece                   | Regina        | "Dan najlepših sanj" | 5                             | 6                             | 8                             | 7                             | 0                             | 26                            | 7                             | 9          | 16 | 4.    |
| 6. | Jana Šušteršič              | Jessie J      | "Do It Like a Dude"  | 10                            | 12                            | 12                            | 12                            | 10                            | 56                            | 12                            | 12         | 24 | 1.    |
| 7. | Nejc Lombardo               | Dan D         | "Voda"               | 6                             | 7                             | 7                             | 4                             | 0                             | 24                            | 6                             | 4          | 10 | 8.    |
| 8. | Mišo Kontrec → Anika Horvat | Amy Winehouse | "Rehab"              | 12                            | 8                             | 10                            | 9                             | 0                             | 39                            | 8                             | 10         | 18 | 2.    |

Pomen barv:
     zmagovalec tedna
     tekmovalec, ki je imel skrito misijo
     tekmovalec, ki je zmagal in je imel tudi skrito misijo
Glasovanje tekmovalcev (X je dal svojih 5 točk Y):
- Tilen → Ines
- Samuel → Renata
- Ines → Renata
- Renata → Jana

- Ani → Ines
- Jana → Renata
- Nejc → Tilen[3]
- Mišo → Tilen[3]

#### 4. oddaja
Gostujoča žirantka je bila Nuška Drašček. Drugič je bil uporabljen joker: namesto Tilna je Adele imitirala Nuša Derenda.
| #  | Tekmovalec                 | Preobrazba        | Pesem            | Glasovanje                    | Glasovanje                    | Glasovanje                    | Glasovanje                    | Glasovanje                    | Glasovanje                    | Glasovanje                    | Glasovanje | Σ  | Mesto |
| #  | Tekmovalec                 | Preobrazba        | Pesem            | Žirija in glasovi tekmovalcev | Žirija in glasovi tekmovalcev | Žirija in glasovi tekmovalcev | Žirija in glasovi tekmovalcev | Žirija in glasovi tekmovalcev | Žirija in glasovi tekmovalcev | Žirija in glasovi tekmovalcev | Televoting | Σ  | Mesto |
| #  | Tekmovalec                 | Preobrazba        | Pesem            | Gost                          | Irena                         | Gojc                          | Tanja                         | Tekmovalci                    | Σ                             | Točke                         | Televoting | Σ  | Mesto |
| -- | -------------------------- | ----------------- | ---------------- | ----------------------------- | ----------------------------- | ----------------------------- | ----------------------------- | ----------------------------- | ----------------------------- | ----------------------------- | ---------- | -- | ----- |
| 1. | Jana Šušteršič             | Tom Jones         | "She's a Lady"   | 12                            | 12                            | 12                            | 9                             | 0                             | 45                            | 12                            | 7          | 19 | 2.    |
| 2. | Nejc Lombardo              | Justin Timberlake | "Cry Me a River" | 8                             | 9                             | 7                             | 6                             | 15                            | 45                            | 12                            | 4          | 16 | 5.    |
| 3. | Renata Mohorič             | Natalie Imbruglia | "Torn"           | 5                             | 5                             | 5                             | 5                             | 5                             | 25                            | 5                             | 5          | 10 | 7.    |
| 4. | Ani Frece                  | Randez Vous       | "Oh ne, Cherie"  | 4                             | 4                             | 4                             | 4                             | 5                             | 21                            | 4                             | 6          | 10 | 8.    |
| 5. | Mišo Kontrec               | Bijelo dugme      | "Lipe cvatu"     | 7                             | 7                             | 10                            | 10                            | 5                             | 39                            | 8                             | 12         | 20 | 1.    |
| 6. | Ines Erbus                 | Shakira           | "Waka Waka"      | 10                            | 10                            | 6                             | 8                             | 10                            | 44                            | 9                             | 8          | 17 | 3.    |
| 7. | Samuel Lucas               | Halid Bešlić      | "Prvi poljubac"  | 9                             | 8                             | 9                             | 12                            | 0                             | 38                            | 7                             | 10         | 17 | 4.    |
| 8. | Tilen Artač → Nuša Derenda | Adele             | "Hello"          | 6                             | 6                             | 8                             | 7                             | 0                             | 27                            | 6                             | 9          | 15 | 6.    |

Pomen barv:
     zmagovalec tedna
     tekmovalec, ki je imel skrito misijo
     tekmovalec, ki je zmagal in je imel tudi skrito misijo
Glasovanje tekmovalcev (X je dal svojih 5 točk Y):
- Jana → Mišo
- Nejc → Renata
- Renata → Ines
- Ani → Nejc

- Mišo → Ines
- Ines → Ani
- Samuel → Nejc
- Tilen → Nejc

#### 5. oddaja
Gostujoči žirant je bil Boris Kobal. Nejc Lombardo je uporabil jokerja: namesto njega je Freddieja Mercuryja imitiral Omar Naber.
| #  | Tekmovalec                 | Preobrazba               | Pesem                     | Glasovanje                    | Glasovanje                    | Glasovanje                    | Glasovanje                    | Glasovanje                    | Glasovanje                    | Glasovanje                    | Glasovanje | Σ  | Mesto |
| #  | Tekmovalec                 | Preobrazba               | Pesem                     | Žirija in glasovi tekmovalcev | Žirija in glasovi tekmovalcev | Žirija in glasovi tekmovalcev | Žirija in glasovi tekmovalcev | Žirija in glasovi tekmovalcev | Žirija in glasovi tekmovalcev | Žirija in glasovi tekmovalcev | Televoting | Σ  | Mesto |
| #  | Tekmovalec                 | Preobrazba               | Pesem                     | Gost                          | Irena                         | Gojc                          | Tanja                         | Tekmovalci                    | Σ                             | Točke                         | Televoting | Σ  | Mesto |
| -- | -------------------------- | ------------------------ | ------------------------- | ----------------------------- | ----------------------------- | ----------------------------- | ----------------------------- | ----------------------------- | ----------------------------- | ----------------------------- | ---------- | -- | ----- |
| 1. | Mišo Kontrec               | Alfi Nipič               | "Ostal bom muzikant"      | 4                             | 5                             | 4                             | 5                             | 0                             | 18                            | 5                             | 9          | 14 | 5.    |
| 2. | Ani Frece                  | Marilyn Monroe           | "I Wanna Be Loved By You" | 7                             | 7                             | 6                             | 6                             | 5                             | 31                            | 7                             | 5          | 12 | 6.    |
| 3. | Jana Šušteršič             | Rage Against the Machine | "Killing in the Name"     | 12                            | 8                             | 8                             | 8                             | 5                             | 41                            | 9                             | 8          | 17 | 3.    |
| 4. | Tilen Artač                | David Bowie              | "Space Oddity"            | 8                             | 10                            | 9                             | 9                             | 0                             | 36                            | 8                             | 7          | 15 | 4.    |
| 5. | Samuel Lucas               | Anastacia                | "Not That Kind"           | 9                             | 12                            | 10                            | 10                            | 15                            | 56                            | 12                            | 12         | 24 | 1.    |
| 6. | Ines Erbus                 | Judy Garland             | "Over the Rainbow"        | 5                             | 4                             | 5                             | 4                             | 0                             | 18                            | 5                             | 6          | 11 | 7.    |
| 7. | Renata Mohorič             | Neisha                   | "Pridejo časi"            | 6                             | 6                             | 7                             | 7                             | 5                             | 31                            | 7                             | 4          | 11 | 8.    |
| 8. | Nejc Lombardo → Omar Naber | Freddie Mercury          | "Show Must Go On"         | 10                            | 9                             | 12                            | 12                            | 10                            | 53                            | 10                            | 10         | 20 | 2.    |

Pomen barv:
     zmagovalec tedna
     tekmovalec, ki je imel skrito misijo
     tekmovalec, ki je zmagal in je imel tudi skrito misijo
Glasovanje tekmovalcev (X je dal svojih 5 točk Y):
- Mišo → Ani
- Ani → Samuel
- Jana → Nejc
- Tilen → Samuel

- Samuel → Renata
- Ines → Jana
- Renata → Nejc
- Nejc → Samuel

#### 6. oddaja
Gostujoči žirant je bil Tomi Meglič. Ines Erbus je uporabila jokerja: namesto nje je Bee Gees imitiral Tim Kores.
| #  | Tekmovalec             | Preobrazba         | Pesem                  | Glasovanje                    | Glasovanje                    | Glasovanje                    | Glasovanje                    | Glasovanje                    | Glasovanje                    | Glasovanje                    | Glasovanje | Σ  | Mesto |
| #  | Tekmovalec             | Preobrazba         | Pesem                  | Žirija in glasovi tekmovalcev | Žirija in glasovi tekmovalcev | Žirija in glasovi tekmovalcev | Žirija in glasovi tekmovalcev | Žirija in glasovi tekmovalcev | Žirija in glasovi tekmovalcev | Žirija in glasovi tekmovalcev | Televoting | Σ  | Mesto |
| #  | Tekmovalec             | Preobrazba         | Pesem                  | Gost                          | Irena                         | Gojc                          | Tanja                         | Tekmovalci                    | Σ                             | Točke                         | Televoting | Σ  | Mesto |
| -- | ---------------------- | ------------------ | ---------------------- | ----------------------------- | ----------------------------- | ----------------------------- | ----------------------------- | ----------------------------- | ----------------------------- | ----------------------------- | ---------- | -- | ----- |
| 1. | Tilen Artač            | Dana International | "Diva"                 | 6                             | 5                             | 4                             | 10                            | 0                             | 25                            | 6                             | 9          | 15 | 4.    |
| 2. | Samuel Lucas           | Snow               | "Informer"             | 5                             | 4                             | 5                             | 4                             | 0                             | 18                            | 4                             | 4          | 8  | 8.    |
| 3. | Renata Mohorič         | Pink               | "Try"                  | 10                            | 8                             | 10                            | 12                            | 30                            | 70                            | 12                            | 12         | 24 | 1.    |
| 4. | Ani Frece              | Norah Jones        | "Don't Know Why"       | 4                             | 10                            | 9                             | 7                             | 5                             | 35                            | 8                             | 5          | 13 | 6.    |
| 5. | Nejc Lombardo          | Tomi Meglič        | "Klinik"               | 8                             | 9                             | 6                             | 6                             | 0                             | 29                            | 7                             | 6          | 13 | 7.    |
| 6. | Jana Šušteršič         | Marija Šerifović   | "Molitva"              | 12                            | 12                            | 8                             | 8                             | 5                             | 45                            | 10                            | 10         | 20 | 2.    |
| 7. | Mišo Kontrec           | Bobby McFerrin     | "Don't Worry Be Happy" | 7                             | 6                             | 7                             | 5                             | 0                             | 25                            | 6                             | 8          | 14 | 5.    |
| 8. | Ines Erbus → Tim Kores | Bee Gees           | "Stayin' Alive"        | 9                             | 7                             | 12                            | 9                             | 0                             | 37                            | 9                             | 7          | 16 | 3.    |

Pomen barv:
     zmagovalec tedna
     tekmovalec, ki je imel skrito misijo
     tekmovalec, ki je zmagal in je imel tudi skrito misijo
Glasovanje tekmovalcev (X je dal svojih 5 točk Y):
- Tilen → Jana
- Samuel → Renata
- Renata → Ani
- Ani → Renata

- Nejc → Renata
- Jana → Renata
- Mišo → Renata
- Ines → Renata

#### 7. oddaja
Gostujoča žirantka je bila Marjetka Vovk. Ani Frece je uporabila jokerja: namesto nje je Kiss imitirala Irena Vrčkovnik.
| #  | Tekmovalec                  | Preobrazba      | Pesem                       | Glasovanje                    | Glasovanje                    | Glasovanje                    | Glasovanje                    | Glasovanje                    | Glasovanje                    | Glasovanje                    | Glasovanje | Σ  | Mesto |
| #  | Tekmovalec                  | Preobrazba      | Pesem                       | Žirija in glasovi tekmovalcev | Žirija in glasovi tekmovalcev | Žirija in glasovi tekmovalcev | Žirija in glasovi tekmovalcev | Žirija in glasovi tekmovalcev | Žirija in glasovi tekmovalcev | Žirija in glasovi tekmovalcev | Televoting | Σ  | Mesto |
| #  | Tekmovalec                  | Preobrazba      | Pesem                       | Gost                          | Irena                         | Gojc                          | Tanja                         | Tekmovalci                    | Σ                             | Točke                         | Televoting | Σ  | Mesto |
| -- | --------------------------- | --------------- | --------------------------- | ----------------------------- | ----------------------------- | ----------------------------- | ----------------------------- | ----------------------------- | ----------------------------- | ----------------------------- | ---------- | -- | ----- |
| 1. | Mišo Kontrec                | Vlado Kalember  | "Vino na usnama"            | 9                             | 4                             | 5                             | 6                             | 0                             | 24                            | 5                             | 12         | 17 | 3.    |
| 2. | Nejc Lombardo               | Moloko          | "Sing It Back"              | 4                             | 6                             | 6                             | 10                            | 10                            | 36                            | 8                             | 4          | 12 | 6.    |
| 3. | Jana Šušteršič              | Celia Cruz      | "La vida es un carnaval"    | 5                             | 8                             | 4                             | 4                             | 0                             | 21                            | 4                             | 6          | 10 | 8.    |
| 4. | Renata Mohorič              | Josipa Lisac    | "Gdje Dunav ljubi nebo"     | 8                             | 10                            | 12                            | 5                             | 0                             | 35                            | 7                             | 7          | 14 | 5.    |
| 5. | Tilen Artač                 | Agropop         | "Ti si moj sonček"          | 10                            | 9                             | 9                             | 9                             | 10                            | 47                            | 10                            | 10         | 20 | 2.    |
| 6. | Samuel Lucas                | Michael Jackson | "Billie Jean"               | 6                             | 7                             | 8                             | 12                            | 5                             | 38                            | 9                             | 8          | 17 | 4.    |
| 7. | Ines Erbus                  | Maraaya         | "Here for You"              | 12                            | 12                            | 10                            | 8                             | 15                            | 57                            | 12                            | 9          | 21 | 1.    |
| 8. | Ani Frece → Irena Vrčkovnik | Kiss            | "I Was Made for Lovin' You" | 7                             | 5                             | 7                             | 7                             | 0                             | 26                            | 6                             | 5          | 11 | 7.    |

Pomen barv:
     zmagovalec tedna
     tekmovalec, ki je imel skrito misijo
     tekmovalec, ki je zmagal in je imel tudi skrito misijo
Glasovanje tekmovalcev (X je dal svojih 5 točk Y):
- Mišo → Nejc
- Nejc → Samuel
- Jana → Ines
- Renata → Tilen

- Tilen → Ines
- Samuel → Nejc
- Ines → Tilen
- Ani → Ines

#### 8. oddaja
Gostujoči žirant je bil Jože Potrebuješ. Samuel Lucas je uporabil jokerja: namesto njega je Franka Sinatro imitiral Matjaž Jelen.
| #  | Tekmovalec                  | Preobrazba      | Pesem                         | Glasovanje                    | Glasovanje                    | Glasovanje                    | Glasovanje                    | Glasovanje                    | Glasovanje                    | Glasovanje                    | Glasovanje | Σ  | Mesto |
| #  | Tekmovalec                  | Preobrazba      | Pesem                         | Žirija in glasovi tekmovalcev | Žirija in glasovi tekmovalcev | Žirija in glasovi tekmovalcev | Žirija in glasovi tekmovalcev | Žirija in glasovi tekmovalcev | Žirija in glasovi tekmovalcev | Žirija in glasovi tekmovalcev | Televoting | Σ  | Mesto |
| #  | Tekmovalec                  | Preobrazba      | Pesem                         | Gost                          | Irena                         | Gojc                          | Tanja                         | Tekmovalci                    | Σ                             | Točke                         | Televoting | Σ  | Mesto |
| -- | --------------------------- | --------------- | ----------------------------- | ----------------------------- | ----------------------------- | ----------------------------- | ----------------------------- | ----------------------------- | ----------------------------- | ----------------------------- | ---------- | -- | ----- |
| 1. | Tilen Artač                 | Jože Potrebuješ | "Krokodilčki"                 | 12                            | 5                             | 5                             | 9                             | 0                             | 31                            | 8                             | 10         | 18 | 2.    |
| 2. | Ines Erbus                  | Gossip          | "Move in the Right Direction" | 5                             | 4                             | 8                             | 4                             | 0                             | 21                            | 4                             | 6          | 10 | 8.    |
| 3. | Ani Frece                   | Sade            | "Smooth Operator"             | 10                            | 12                            | 12                            | 10                            | 20                            | 64                            | 12                            | 12         | 24 | 1.    |
| 4. | Renata Mohorič              | Axl Rose        | "Welcome to the Jungle"       | 9                             | 9                             | 4                             | 6                             | 0                             | 28                            | 6                             | 8          | 14 | 4.    |
| 5. | Jana Šušteršič              | Jelena Karleuša | "Slatka mala"                 | 4                             | 6                             | 7                             | 12                            | 10                            | 39                            | 9                             | 5          | 14 | 5.    |
| 6. | Mišo Kontrec                | Placido Domingo | "La donna è mobile"           | 7                             | 7                             | 6                             | 7                             | 0                             | 27                            | 5                             | 9          | 14 | 6.    |
| 7. | Nejc Lombardo               | Samuel Lucas    | "Vse bi zate dal"             | 8                             | 10                            | 10                            | 5                             | 10                            | 43                            | 10                            | 7          | 17 | 3.    |
| 8. | Samuel Lucas → Matjaž Jelen | Frank Sinatra   | "New York, New York"          | 6                             | 8                             | 9                             | 8                             | 0                             | 31                            | 8                             | 4          | 12 | 7.    |

Pomen barv:
     zmagovalec tedna
     tekmovalec, ki je imel skrito misijo
     tekmovalec, ki je zmagal in je imel tudi skrito misijo
Glasovanje tekmovalcev (X je dal svojih 5 točk Y):
- Tilen → Jana
- Ines → Ani
- Ani → Nejc
- Renata → Nejc

- Jana → Ani
- Mišo → Jana
- Nejc → Ani
- Samuel → Ani

#### 9. oddaja
Gostujoči žirant je bil Jure Košir. Jana Šušteršič je uporabila jokerja: namesto nje je Micka Jaggerja imitiral Domen Valič.
| #  | Tekmovalec                   | Preobrazba         | Pesem                                   | Glasovanje                    | Glasovanje                    | Glasovanje                    | Glasovanje                    | Glasovanje                    | Glasovanje                    | Glasovanje                    | Glasovanje | Σ  | Mesto |
| #  | Tekmovalec                   | Preobrazba         | Pesem                                   | Žirija in glasovi tekmovalcev | Žirija in glasovi tekmovalcev | Žirija in glasovi tekmovalcev | Žirija in glasovi tekmovalcev | Žirija in glasovi tekmovalcev | Žirija in glasovi tekmovalcev | Žirija in glasovi tekmovalcev | Televoting | Σ  | Mesto |
| #  | Tekmovalec                   | Preobrazba         | Pesem                                   | Gost                          | Irena                         | Gojc                          | Tanja                         | Tekmovalci                    | Σ                             | Točke                         | Televoting | Σ  | Mesto |
| -- | ---------------------------- | ------------------ | --------------------------------------- | ----------------------------- | ----------------------------- | ----------------------------- | ----------------------------- | ----------------------------- | ----------------------------- | ----------------------------- | ---------- | -- | ----- |
| 1. | Nejc Lombardo                | Kingston           | "Cela ulica nori"                       | 4                             | 4                             | 5                             | 4                             | 10                            | 27                            | 5                             | 5          | 10 | 7.    |
| 2. | Ines Erbus                   | Shania Twain       | "That Don't Impress Me Much"            | 5                             | 5                             | 4                             | 8                             | 0                             | 22                            | 4                             | 7          | 11 | 6.    |
| 3. | Ani Frece                    | Julie Andrews      | "The Sound of Music/My Favorite Things" | 12                            | 8                             | 9                             | 6                             | 10                            | 45                            | 12                            | 10         | 22 | 2.    |
| 4. | Mišo Kontrec                 | Motörhead          | "Ace of Spades"                         | 7                             | 10                            | 6                             | 10                            | 5                             | 38                            | 8                             | 9          | 17 | 3.    |
| 5. | Renata Mohorič               | Björk              | "It's Oh So Quiet"                      | 6                             | 6                             | 8                             | 5                             | 5                             | 30                            | 6                             | 4          | 10 | 8.    |
| 6. | Samuel Lucas                 | Ray Charles        | "Georgia on My Mind"                    | 8                             | 9                             | 10                            | 9                             | 5                             | 41                            | 9                             | 8          | 17 | 4.    |
| 7. | Tilen Artač                  | Svetlana Makarovič | "Mačje oči"                             | 9                             | 12                            | 12                            | 12                            | 0                             | 45                            | 12                            | 12         | 24 | 1.    |
| 8. | Jana Šušteršič → Domen Valič | Mick Jagger        | "Start Me Up"                           | 10                            | 7                             | 7                             | 7                             | 5                             | 36                            | 7                             | 6          | 13 | 5.    |

Pomen barv:
     zmagovalec tedna
     tekmovalec, ki je imel skrito misijo
     tekmovalec, ki je zmagal in je imel tudi skrito misijo
Glasovanje tekmovalcev (X je dal svojih 5 točk Y):
- Nejc → Samuel
- Ines → Nejc
- Ani → Jana
- Mišo → Nejc

- Renata → Mišo
- Samuel → Renata
- Tilen → Ani
- Jana → Ani

#### 10. oddaja
Gostujoči žirant je bil Adi Smolar. Renata Mohorič je uporabila jokerja: namesto nje je Katy Perry imitirala Alya. Z Mišom Kontrecem je nastopil tudi Fredy Miler sam.
| #  | Tekmovalec            | Preobrazba   | Pesem                    | Glasovanje                    | Glasovanje                    | Glasovanje                    | Glasovanje                    | Glasovanje                    | Glasovanje                    | Glasovanje                    | Glasovanje | Σ  | Mesto |
| #  | Tekmovalec            | Preobrazba   | Pesem                    | Žirija in glasovi tekmovalcev | Žirija in glasovi tekmovalcev | Žirija in glasovi tekmovalcev | Žirija in glasovi tekmovalcev | Žirija in glasovi tekmovalcev | Žirija in glasovi tekmovalcev | Žirija in glasovi tekmovalcev | Televoting | Σ  | Mesto |
| #  | Tekmovalec            | Preobrazba   | Pesem                    | Gost                          | Irena                         | Gojc                          | Tanja                         | Tekmovalci                    | Σ                             | Točke                         | Televoting | Σ  | Mesto |
| -- | --------------------- | ------------ | ------------------------ | ----------------------------- | ----------------------------- | ----------------------------- | ----------------------------- | ----------------------------- | ----------------------------- | ----------------------------- | ---------- | -- | ----- |
| 1. | Ani Frece             | Severina     | "Mili moj"               | 5                             | 4                             | 4                             | 4                             | 5                             | 22                            | 4                             | 6          | 10 | 7.    |
| 2. | Ines Erbus            | Jelena Rozga | "Nirvana"                | 7                             | 6                             | 5                             | 7                             | 10                            | 35                            | 8                             | 5          | 13 | 6.    |
| 3. | Samuel Lucas          | Ed Sheeran   | "Thinking Out Loud"      | 12                            | 10                            | 12                            | 10                            | 0                             | 44                            | 10                            | 9          | 19 | 2.    |
| 4. | Nejc Lombardo         | James Blunt  | "You're Beautiful"       | 10                            | 12                            | 10                            | 12                            | 20                            | 64                            | 12                            | 7          | 19 | 3.    |
| 5. | Tilen Artač           | Laibach      | "Life Is Life"           | 4                             | 8                             | 8                             | 8                             | 0                             | 28                            | 7                             | 10         | 17 | 4.    |
| 6. | Jana Šušteršič        | Mariah Carey | "Without You"            | 8                             | 7                             | 7                             | 6                             | 0                             | 28                            | 7                             | 8          | 15 | 5.    |
| 7. | Mišo Kontrec          | Fredy Miler  | "Vedno si sanjala njega" | 9                             | 9                             | 9                             | 9                             | 0                             | 36                            | 9                             | 12         | 21 | 1.    |
| 8. | Renata Mohorič → Alya | Katy Perry   | "Hot N Cold"             | 6                             | 5                             | 6                             | 5                             | 5                             | 27                            | 5                             | 4          | 9  | 8.    |

Pomen barv:
     zmagovalec tedna
     tekmovalec, ki je imel skrito misijo
     tekmovalec, ki je zmagal in je imel tudi skrito misijo
Glasovanje tekmovalcev (X je dal svojih 5 točk Y):
- Ani → Ines
- Ines → Ani
- Samuel → Nejc
- Nejc → Renata

- Tilen → Nejc
- Jana → Nejc
- Mišo → Ines
- Renata → Nejc

#### 11. oddaja
Gostujoči žirant je bil Boštjan Romih. Tokrat je imelo skrito misijo vseh 8 tekmovalcev, tako da so v sklad Mladi upi prispevali kar 17.000 € (8.500 × 2). Zgodila se je tudi deveta preobrazba: Sašo Đukić, bolj znan po liku Mama Manka, je imitiral Peggy Lee (pesem "Fever") kot joker voditelja Denisa Avdića, ki ga je spremljal kot plesalec.
| #  | Tekmovalec     | Preobrazba      | Pesem                          | Glasovanje                    | Glasovanje                    | Glasovanje                    | Glasovanje                    | Glasovanje                    | Glasovanje                    | Glasovanje                    | Glasovanje | Σ  | Mesto |
| #  | Tekmovalec     | Preobrazba      | Pesem                          | Žirija in glasovi tekmovalcev | Žirija in glasovi tekmovalcev | Žirija in glasovi tekmovalcev | Žirija in glasovi tekmovalcev | Žirija in glasovi tekmovalcev | Žirija in glasovi tekmovalcev | Žirija in glasovi tekmovalcev | Televoting | Σ  | Mesto |
| #  | Tekmovalec     | Preobrazba      | Pesem                          | Gost                          | Irena                         | Gojc                          | Tanja                         | Tekmovalci                    | Σ                             | Točke                         | Televoting | Σ  | Mesto |
| -- | -------------- | --------------- | ------------------------------ | ----------------------------- | ----------------------------- | ----------------------------- | ----------------------------- | ----------------------------- | ----------------------------- | ----------------------------- | ---------- | -- | ----- |
| 1. | Mišo Kontrec   | Etta James      | "Something's Got a Hold on Me" | 5                             | 6                             | 7                             | 12                            | 5                             | 35                            | 8                             | 8          | 16 | 5.    |
| 2. | Nejc Lombardo  | HIM             | "Join Me in Death"             | 4                             | 7                             | 6                             | 7                             | 5                             | 29                            | 6                             | 5          | 11 | 6.    |
| 3. | Renata Mohorič | Gwen Stefani    | "Just a Girl"                  | 6                             | 8                             | 8                             | 6                             | 0                             | 28                            | 5                             | 4          | 9  | 8.    |
| 4. | Tilen Artač    | Gypsy Kings     | "Baila me"                     | 8                             | 4                             | 4                             | 5                             | 10                            | 31                            | 7                             | 10         | 17 | 3.    |
| 5. | Ines Erbus     | Adam Levine     | "This Love"                    | 7                             | 5                             | 5                             | 4                             | 0                             | 21                            | 4                             | 6          | 10 | 7.    |
| 6. | Ani Frece      | Sarah McLachlan | "Angel"                        | 12                            | 9                             | 9                             | 8                             | 5                             | 43                            | 10                            | 7          | 17 | 4.    |
| 7. | Jana Šušteršič | Tina Turner     | "The Best"                     | 10                            | 12                            | 12                            | 9                             | 15                            | 58                            | 12                            | 9          | 21 | 2.    |
| 8. | Samuel Lucas   | Tina Turner     | "The Best"                     | 9                             | 10                            | 10                            | 10                            | 0                             | 39                            | 9                             | 12         | 21 | 1.    |

Pomen barv:
     zmagovalec tedna
Glasovanje tekmovalcev (X je dal svojih 5 točk Y):
- Mišo → Ani
- Nejc → Tilen
- Renata → Jana
- Tilen → Jana

- Ines → Mišo
- Ani → Tilen
- Jana → Nejc
- Samuel → Jana

#### Finalna oddaja
V tekmovalni del finala so se uvrstili tisti 4 tekmovalci, ki so v prvih 11 oddajah zbrali največ točk: Tilen Artač, Mišo Kontrec, Jana Šušteršič in Samuel Lucas. Ostali 4 tekmovalci pa so v netekmovalnem delu nastopili v duetih. Gostujoči žirant je bil Klemen Bunderla. V finalu so o končnem zmagovalcu odločali zgolj gledalci. Zmagovalec 3. sezone je postal Tilen Artač.
Finalisti
V koga se bodo preobrazili, so si finalisti izbrali sami.
| #  | Tekmovalec     | Preobrazba     | Pesem            |
| -- | -------------- | -------------- | ---------------- |
| 1. | Tilen Artač    | Pero Lovšin    | "Bandiera rossa" |
| 2. | Mišo Kontrec   | Oto Pestner    | "30 let"         |
| 3. | Jana Šušteršič | Prince         | "Kiss"           |
| 4. | Samuel Lucas   | Andrea Bocelli | "Caruso"         |

Dueta
| #  | Tekmovalec     | Preobrazba      | Pesem              |
| -- | -------------- | --------------- | ------------------ |
| 1. | Nejc Lombardo  | Robbie Williams | "Something Stupid" |
| 1. | Ani Frece      | Nicole Kidman   | "Something Stupid" |
| 2. | Ines Erbus     | Village People  | "YMCA"             |
| 2. | Renata Mohorič | Village People  | "YMCA"             |

Poleg tekmovalcev je kot joker žirantov nastopila Darja Švajger s "Prisluhni mi" (in »imitirala samo sebe«).

##### Obrazki
Voditelj Denis Avdić je tekmovalcem podelil nagrade obrazko (nekakšne nagrade za posebne dosežke):
| Obrazko          | Prejemnik      |
| ---------------- | -------------- |
| Naj akrobacije   | Renata Mohorič |
| Prožna           | Ani Frece      |
| Naj temnolasec   | Nejc Lombardo  |
| Joke             | Mišo Kontrec   |
| Bombica          | Jana Šušteršič |
| Romantik         | Samuel Lucas   |
| Sonček           | Ines Erbus     |
| Strup za žirante | Tilen Artač    |

## Gledanost
Finalna oddaja je dosegla 18,9-% rating in 62-% delež.